# Viljem IV. Britanski
Viljem IV. (polno ime Viljem Henrik), kralj Združenega kraljestva in Kraljevine Hanover, * 21. avgust 1765, † 20. junij 1837
Viljem je bil kralj Združenega kraljestva Velike Britanije in Irske in Kraljevine Hanover od 26. junija 1830 do svoje smrti 20. junija 1837. Bil je tretji sin Jurija III. in mlajši brat ter naslednik Jurija IV. Britanskega. V času svoje smrti Viljem ni imel živečih zakonskih otrok, vendar pa ga je preživelo osem od desetih nezakonskih otrok, ki jih je imel z igralko Dorotheo Jordan, s katero je skupaj živel dvajset let. Po njegovi smrti ga je kot kraljica Združenega kraljestva nasledila njegova nečakinja Viktorija in kot kralj Kraljevine Hanover njegov brat Ernest Avgust.

## Otroštvo in mladost
Viljem Henrik se je rodil kot tretji od petnajstih otrok kralja Jurija III. in kraljice Šarlote. Ker je imel dva starejša brata, njegova zasedba prestola ni bila pričakovana.
S trinajstimi leti se je pridružil britanski mornarici. Služil je v New Yorku v času Ameriške vojne za neodvisnost in je bil prvi britanski monarh, ki je obiskal Združene države Amerike. V času svojega bivanja v Ameriki je George Washington odobril zaroto o ugrabitvi britanskega princa Viljema. Načrti so padli v vodo, ko so zanje zvedeli Britanci in so podvojili Viljemovo stražo.
Viljem je želel dobiti naziv vojvode in mesto v parlamentu, vendar njegov oče temu ni bil naklonjen. Da bi pritisnil na očeta, mu je Viljem zagrozil, da bo kandidiral v spodnji dom in tam podprl njegovo opozicijo. Jurij III. mu je nato 20. maja 1789 končno dal naziv vojvoda Clarenškega in Viljem se je zatem zedinil s starejšima bratoma, ki sta bila v konstantnih sporih z očetom.
Novo imenovani vojvoda Clarenški je leta 1790 prekinil svojo službo v Kraljevski mornarici. V tem času Viljem ni podprl pobude za odpravo suženjstva v britanskih kolonijah, kar je bilo v Združenem kraljestvu takrat že ilegalno.

## Družinsko življenje
Po odhodu iz Kraljevske mornarice je Viljem dvajset let živel v zunajzakonskem razmerju z irsko igralko Dorotheo Bland. Viljem je pripadal prvi generaciji britanskih princev, ki so bili podvrženi zakonu, po katerem se potomci Jurija II. niso mogli poročiti brez privolitve monarha, zato se Viljem ni nikoli poročil z Blandovo. Brez obzira na to je z njo imel deset nezakonskih otrok: pet sinov in pet hčera, katerim je dal priimek »FitzClarence«. Razmerje z Blandovo se je končalo leta 1811, nakar je ona je dobila lastno rezidenco, preživnino in skrbništvo nad hčerami, pod pogojem, da preneha z igranjem. Ko je Blandova spet začela igrati, so ji bile odvzete hčerke, hiša in preživnina, in je umrla obubožana blizu Pariza leta 1816.
Ko je leta 1817 pri porodu umrla princesa Šarlota Avgusta Valižanska, edini otrok iz turbulentnega zakona valižanskega princa in princese, je kralj Jurij III. ostal z dvanajstimi preživelimi otroki, a brez kakršnega koli zakonskega vnuka. Viljem in njegova brata sta takrat krenila v bitko, da dobita naslednike. Pri tem je imel Viljem največjo prednost, ker je bil najstarejši neporočen sin, medtem ko njegova starejša brata nista bila v najboljšem razmerju s svojima ženama, ki sta bili vsekakor prestari za rojevanje.
Viljem je poslal mlajšega brata v Nemčijo, da zaprosi mlade protestantske princese. Po zavrnitvi dveh je Viljem spoznal princeso Adelajdo Saško-Meiningensko, hčerko saško-meiningenskega vojvode. S 25. leti je bila Adelajda v tistem času zelo stara za poroko, čeprav je bila dvakrat mlajša od Viljema. Poroka se je odvila 11. julija 1818. Njun zakon je bil relativno srečen in Viljem ni imel več ljubic. Edini zakonski problem, ki sta ga imela, je bilo zdravje otrok; par je dobil samo dve hčerki, Šarloto in Elizabeto, ki sta umrli v otroštvu in nista zagotovili nasledstvene linije. Adelajda je večkrat splavila ali rodila mrtvorojenega otroka.
Leta 1820 je umrl Viljemov oče in njegov najstarejši brat, ki je izvajal dolžnosti regenta v času duševne nezmožnosti svojega očeta. Kralj je postal Jurij IV. Viljem je bil v tem trenutku drugi v dednem nasledstvu, takoj za svojim starejšim bratom. Ko je vojvoda Yorški umrl leta 1827, se je Viljem še bolj približal kroni in postal domnevni naslednik.

## Vladavina
Kralj Jurij IV. je umrl leta 1830 in za sabo ni zapustil zakonskih otrok ter je zato krono avtomatično nasledil Viljem kot Viljem IV. Po prihodu na prestol je poskrbel za svojih devet preživelih otrok, ki jih je imel z Dorotheo Bland in jim podelil grofovske nazive.
Viljem ni bil ekstravaganten kot njegov brat in predhodnik. Želel je popolnoma zanemariti kronanje, vendar je takoj popustil zahtevam tradicionalistov. Skupaj z ženo Adelajdo je bil kronan 8. septembra 1831, vendar kralj ni želel prirediti banketa in dragega praznovanja, s čimer je bilo obeleženo kronanje njegovega brata. Tradicionalni torijci so neuspešno protestirali tej odločitvi in Viljemovo kronanje imenovali za "pol kronanje".
V času vladavine Viljema IV. je bilo sprejetih več reform, čeprav sam kot kralj ni bistveno vplival na njihovo sprejetje ali izvrševanje. Med najpomembnejšimi koraki, ki so bili sprejeti v času njegove kratke, a progresivne vladavine, je bilo povečanje avtonomije mestnih oblasti, omejevanje otroškega delovnega čas in ukinjanje suženjstva ter reformiranje volilnega sistema. Viljema so kritizirali stari reformatorji, ki so menili, da niso bile izvedene vse potrebne reforme, in tradicionalisti, ki so menili, da je z reformami šel predaleč. V tem času je začela slabeti moč lordske zbornice ter moč vladarja, kar je bilo sicer značilno za 19. stoletje in je doseglo vrhunec v 20. stoletju.
Do konca svoje vladavine se je Viljem v politiko vmešal samo enkrat, in sicer leta 1834, ko je imenoval predsednika vlade v nasprotju z voljo parlamenta. Viljem ni nikoli obiskal Hannovra za časa svojega kraljevanja. Leta 1833 je Hannover dobil ustavo, ki je politično moč dala srednjem sloju in je razširila moč hannovrskega parlamenta.
Viljem in njegova žena sta imela zelo dober odnos s princeso Viktorijo Kentsko, Viljemovo domnevno naslednico, hčerko Viljemovega pokojnega brata. Medtem pa sta bila kralja in kraljice z Viktorijino materjo vojvodinjo Kentsko v stalnih konfliktih in nesoglasjih. Kralj Viljem je menil, da vojvodinja njegovi soprogi ni izkazovala dolžnega spoštovanja. Brez obzira na to se je pričakovalo, da bo vojvodinja kot regent Viljemove naslednice dobila de facto moč in kraljevsko oblast po Viljemovi smrti.

## Smrt in nasledstvo
Viljem IV. je umrl 20. junija 1837 po odpovedi srca. Pokopan je bil v gradu Windsor 8. julija istega leta. Ker ni imel zakonskih potomcev s kraljico Adelajdo, je krona Združenega kraljestva prešla v roke njegove nečakinje Viktorije. Vendar pa po Salijskem zakonu, ki mu je sledila Kraljevina Hanover, krone Hannovra ni mogla naslediti ženska in Viljema IV. je v Hannovru nasledil mlajši brat Ernest Avgust. Viljemova smrt je s tem označila konec personalne unije med Kraljevino Hanover in Združenim kraljestvom, ki je trajala še od leta 1714. Čeprav Viljem ni imel zakonskih otrok in zato ni prednik nobenega britanskega vladarja, ima mnogo potomcev preko svojih zunajzakonskih otrok z Dorotheo Bland.

## Nazivi
- 21. avgust 1765 – 16. maj 1789: Njegova kraljeva visokost princ Viljem Henrik
- 16. maj 1789 – 26. junij 1830: Njegova kraljeva visokost vojvoda Clarenški
- 26. junij 1830 – 20. junij 1837: Njegovo veličanstvo kralj Združenega kraljestva in Kraljevine Hanover